# Ignacy Kościałkowski
Ignacy Kościałkowski z Indrana (Zyndran, Zyndram) herbu Syrokomla – kasztelan wiłkomierski w 1793 roku, marszałek wiłkomierski w latach 1781–1793 i w 1794 roku, chorąży wiłkomierski w latach 1769–1781.
Poseł na sejm 1780 roku z powiatu wiłkomierskiego.